# Péfka (Thessalonique)
Péfka (en grec moderne : Πεύκα), également appelée sous son ancien nom Retzíki (Ρετζίκι), est une localité en banlieue de Thessalonique et un ancien dème du district régional de Thessalonique, en Macédoine-Centrale, Grèce. Depuis 2010, il est fusionné au sein du dème de Neápoli-Sykiés.
Selon le recensement de 2011, la population du dème ainsi que celle de la localité s'élève à 13 052 habitants.